# Tribute
Tribute är ett livealbum utgivet av Ozzy Osbourne den 19 mars 1987. Albumet är en hyllning till Ozzys gitarrist Randy Rhoads som vid 25 års ålder omkom i en flygolycka 1982.
Materialet spelades in vid olika livekonserter 1980–1981. Det sista spåret, "Dee", är en låt som Rhoads komponerade åt sin mor Delores Violet “Dee” Kell Rhoads (1920–2015).
Den 15 augusti 1997 hade albumet sålts i 2 000 000 exemplar.

## Låtförteckning
| 1. | I Don't Know | Blizzard of Ozz (1980)   | 5:40 |
| 2. | Crazy Train  | Blizzard of Ozz          | 5:19 |
| 3. | Believer     | Diary of a Madman (1981) | 5:08 |
| 4. | Mr. Crowley  | Blizzard of Ozz          | 5:37 |

| 5. | Flying High Again                     | Diary of a Madman | 4:17 |
| 6. | Revelation (Mother Earth)             | Blizzard of Ozz   | 5:58 |
| 7. | Steal Away (The Night) (med trumsolo) | Blizzard of Ozz   | 8:04 |

| 1. | Suicide Solution (med gitarrsolo) | Blizzard of Ozz          | 7:46 |
| 2. | Iron Man                          | Paranoid (1970)          | 2:50 |
| 3. | Children of the Grave             | Master of Reality (1971) | 5:57 |
| 4. | Paranoid                          | Paranoid                 | 2:59 |

| 5. | Goodbye to Romance                  | Blizzard of Ozz | 5:33 |
| 6. | No Bone Movies                      | Blizzard of Ozz | 4:02 |
| 7. | Dee (Randy Rhoads studio out-takes) | Blizzard of Ozz | 4:22 |

## Medverkande
- Ozzy Osbourne – sång
- Randy Rhoads – sologitarr
- Rudy Sarzo – basgitarr
- Tommy Aldridge – trummor
- Lindsay Bridgwater – keyboards
- Bob Daisley – basgitarr på "Goodbye to Romance" och "No Bone Movies"
- Lee Kerslake – trummor på "Goodbye to Romance" och "No Bone Movies"